# Peranema cuneatum
Peranema cuneatum is een soort in de taxonomische indeling van de Euglenozoa. Deze micro-organismen zijn eencellig en meestal rond de 15-40 mm groot. Het organisme komt uit het geslacht Peranema en behoort tot de familie Peranemaceae. Peranema cuneatum werd in 1921 ontdekt door Playfair.